# ملعب بكين الوطني
ملعب بكين الوطني ويعرف أيضاً باسم «عش الطائر»، هو الملعب الذي احتضن الفعاليات الرئيسية في الألعاب الأولمبية الصيفية 2008 في العاصمة الصينية، كما أقيم عليه، حفلي الافتتاح والختام.
في عام 2002 دعت الحكومة الصينية المهندسين المعمارين، للمشاركة في اقتراح تصميم للاستاد الذي سيستضيف فعاليات الألعاب الأولمبية. فتعاونت كل من شركة الهندسة المعمارية السويسرية هيرتسوغ ودي مورون (الفائزة بجائزة بريتزكر في سنة 2001 والتي تمنح للتصاميم المعمارية المميزة), مع شركة «أروب» ومعماريين صينيين ليتمكنوا من الفوز. تم تعيين المصمم المعماري الصيني آي ويوي كمستشار معماري للمشروع.
الاستاد الذي يتسع لـ 80,000 مشاهد. تم بناءه في مكان الاستاد القديم والذي كان يحمل اسم ستاد غوانغدونغ الأولمبي؛ بطول 330 متر وعرض 220 متر، وارتفاع يصل إلى 69.2 متر. ويقع على مساحة تقدر بـ 250,000 متر مربع (المنطقة المزروعة). هيكل الاستاد المكون من فولاذ متداخل يصل طوله لحوالي 36 كيلومتر، ويزن 45,000 طن، وقدرت قيمته الإجمالية بـ 2.9 مليار يوان صيني أي ما يعادل 422,873,850 دولار أمريكي (حوالي 325 مليون يورو).
بدأت أعمال الحفر في ديسمبر 2003، وتم وضع أساسات البناء في مارس 2004، لكن توقفت الأعمال في أغسطس من نفس العام بسبب ارتفاع كلفة البناء.

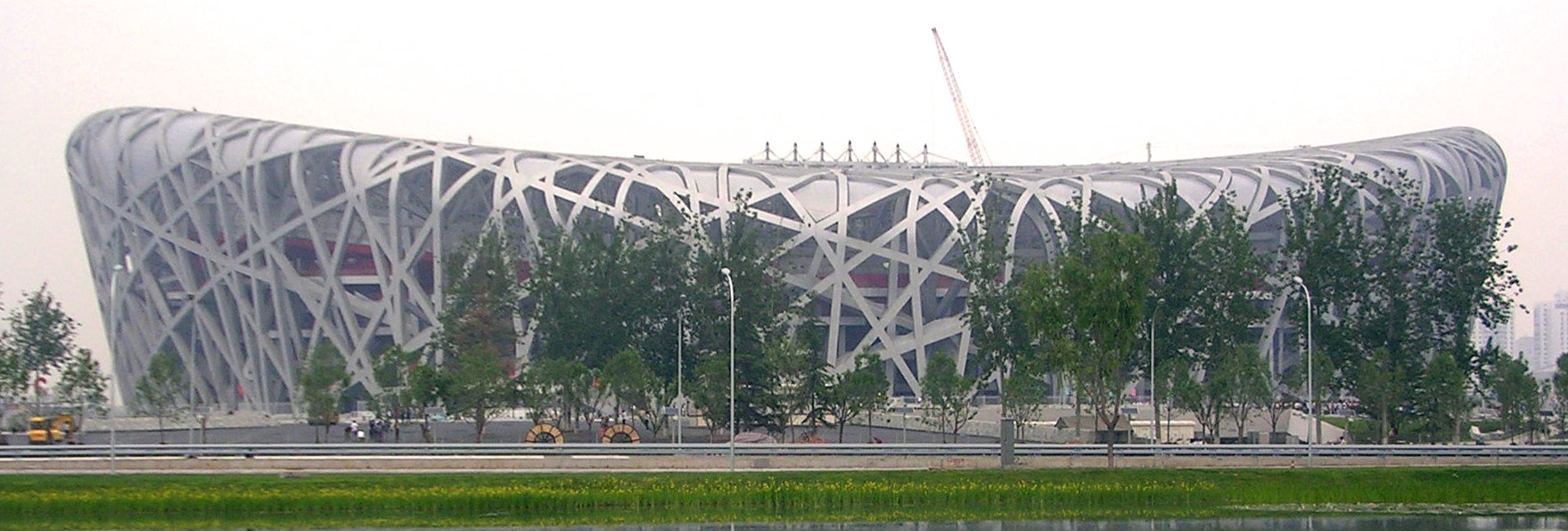
صورة للاستاد أثناء وضع اللمسات الأخيرة استعدادا لأوليمبياد 2008

في التصميم الجديد للبناء، تم إزالة السقف، ويقول المسؤلين أن الاستاد سيكون أكثر أماناً، دون السقف المقترح في التصميم المبدئي. وقد استئنفت أعمال البناء مرة أخرى بداية عام 2005، بعد أن تم خفض تكاليف الإنتاج.

## معرض صور

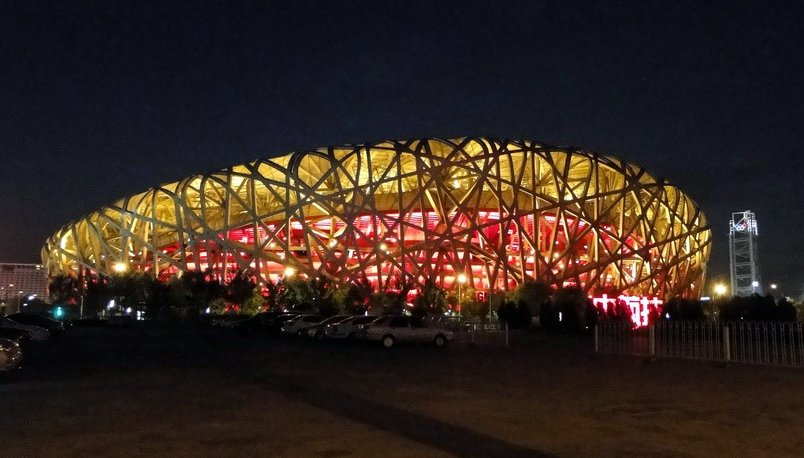
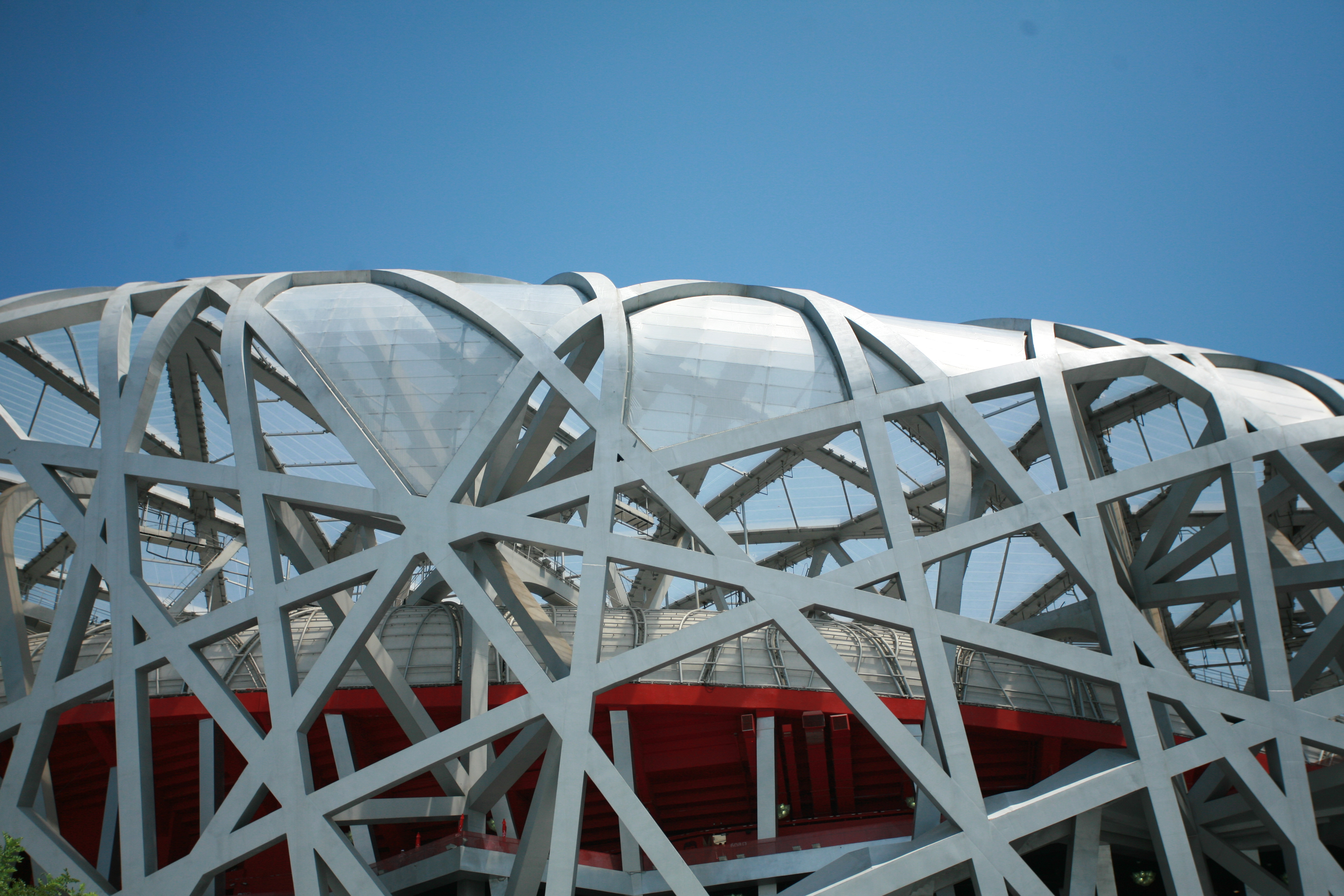
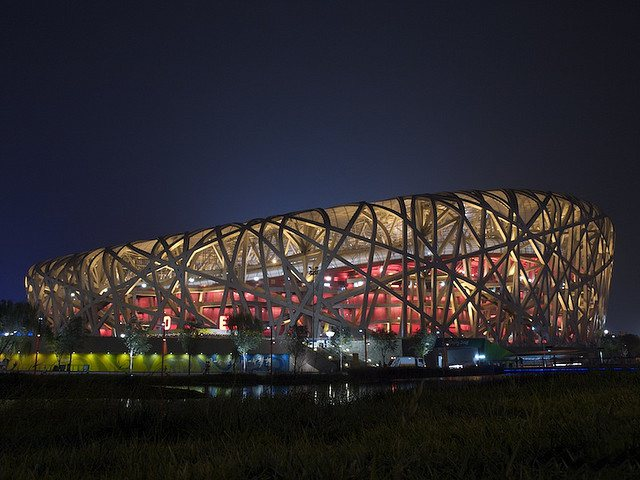
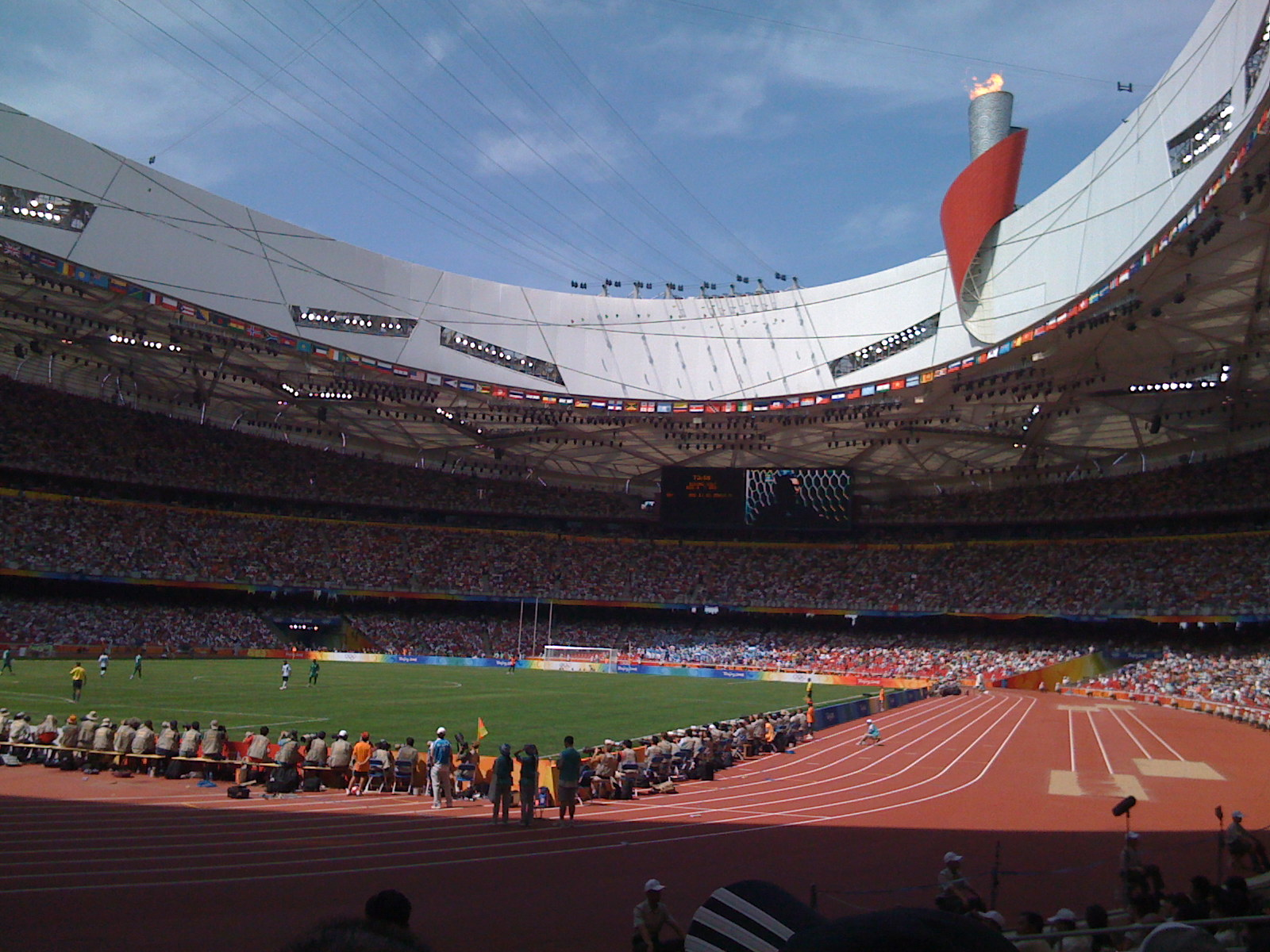
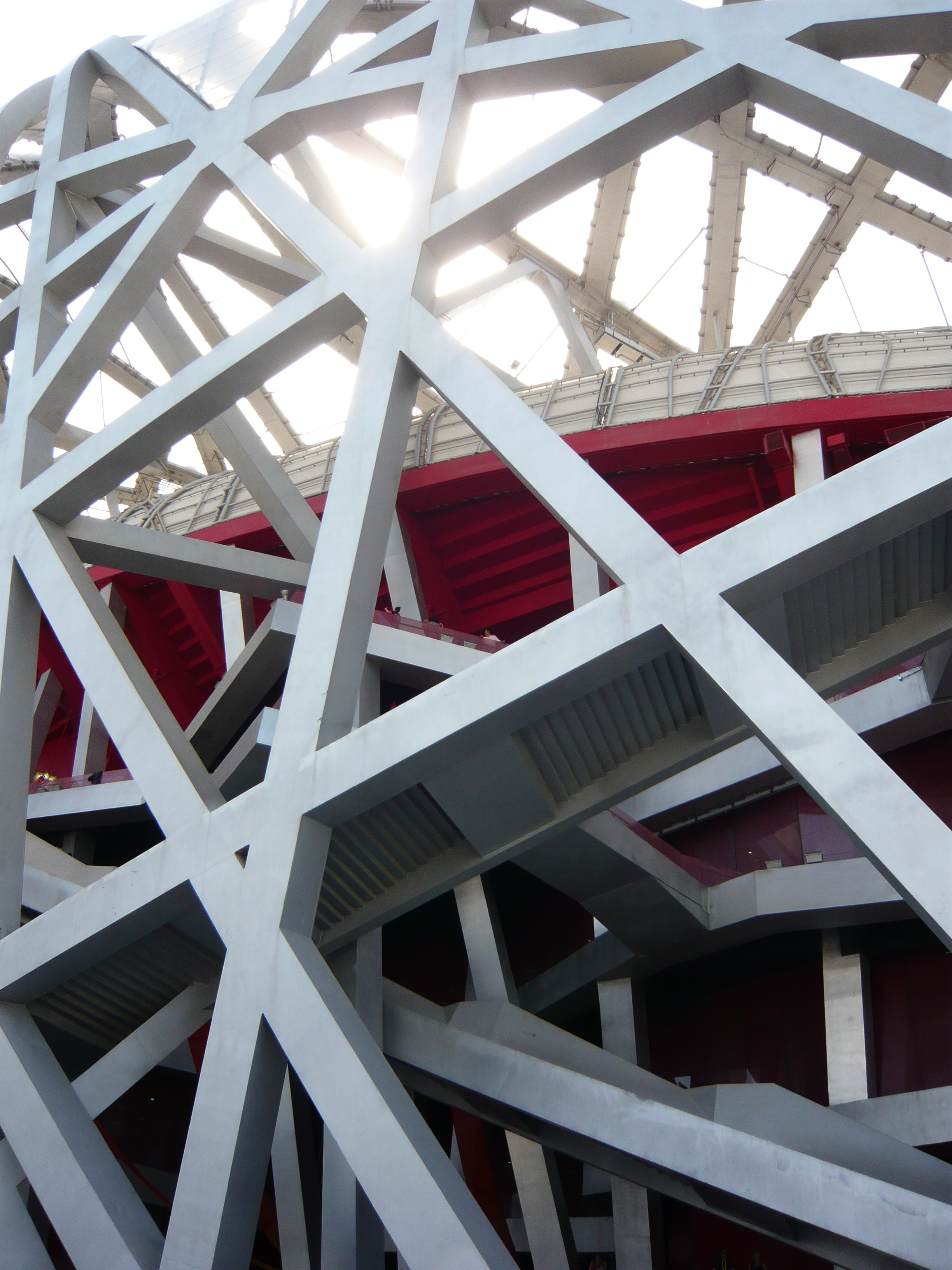